# Gemma Spofforth
Gemma Spofforth (Reino Unido; 17 de noviembre de 1987) es una nadadora británica especializada en pruebas de estilo espalda, donde consiguió ser campeona mundial en 2009 en los 100 metros.

## Carrera deportiva
En el Campeonato Mundial de Natación de 2009 celebrado en Roma ganó la medalla de oro en los 100 metros estilo espalda, con un tiempo de 58.12 segundos que fue récord del mundo, por delante de la rusa Anastasia Zueva (plata con 58.18 segundos) y la australiana Emily Seebohm (bronce con 58.88 segundos).